# Freadelpha holoviridis
Freadelpha holoviridis är en skalbaggsart som beskrevs av Stefan von Breuning 1977. Freadelpha holoviridis ingår i släktet Freadelpha och familjen långhorningar. Inga underarter finns listade i Catalogue of Life.